# Santa Marina del Rey
Santa Marina del Rey is een gemeente in de Spaanse provincie León in de regio Castilië en León met een oppervlakte van 45,61 km². Santa Marina del Rey telt 1.992 inwoners (1 januari 2016).